# Stazione di Frosinone
La stazione di Frosinone è lo scalo ferroviario della linea Roma-Cassino-Napoli della città di Frosinone.

## Storia

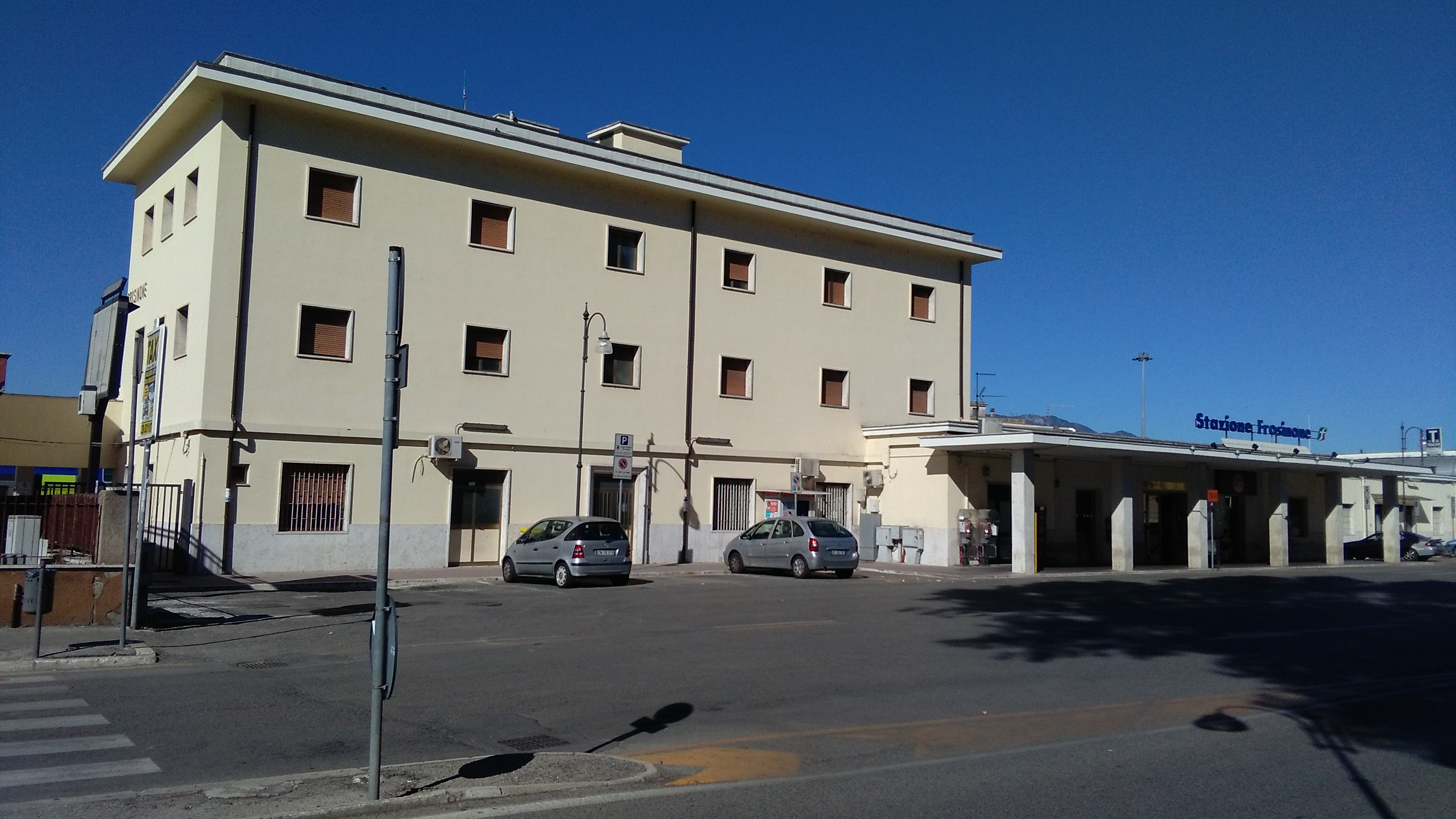
Esterno della stazione

La stazione ferroviaria di Frosinone nacque con la realizzazione della ferrovia Roma-Ceprano (parte della rete ferroviaria dell'allora Stato pontificio) nel 1862, sotto il nome di Frosinone-Alatri-Fiuggi.
Negli anni trenta la stazione fu ridenominata Frosinone-Fiuggi in quanto, all'esterno della stazione, era presente il capolinea della Ferrovia Roma-Fiuggi-Alatri-Frosinone, di cui al 2014 sono ancora visibili le strutture.
L'edificio originario rimase distrutto a seguito della seconda guerra mondiale, e la stazione fu quindi ricostruita nel dopoguerra.
Negli anni ottanta l'impianto venne denominato Frosinone, in seguito all'aggiunta della dicitura "Fiuggi" alla Stazione di Anagni-Fiuggi (al tempo denominata Anagni), che permetteva un collegamento più veloce con Fiuggi.
Dal 2000 l'impianto è gestito da RFI; nel 2006 lo stesso è stato interessato da lavori di ammodernamento che hanno riguardato in particolare la sala d'aspetto, resa più ampia grazie allo spostamento della biglietteria e dell'edicola.

## Strutture e impianti
La stazione è dotata di sei binari, di cui quattro per il servizio passeggeri e due merci, con banchine coperte collegate da un sottopassaggio. Adiacente all'edificio principale della stazione vi è lo scalo merci.

## Movimento
La stazione è servita da treni regionali svolti da Trenitalia nell'ambito del contratto di servizio stipulato con la Regione Lazio, e in particolare le corse della relazione locale FL6 Roma-Cassino e da treni InterCity per Bari Centrale e Frecciarossa. 
Inoltre risulta fornita di servizio di Biglietteria.

## Servizi
La stazione offre i seguenti servizi:
- Biglietteria e Assistenza Clienti (orario di apertura: dal lunedì alla domenica dalle ore 5.55 alle ore 20.37).
- Biglietteria automatica
- Bar
- Servizi igienici
- Sala di attesa
- Posto di Polizia ferroviaria

## Interscambi
La stazione è servita dalle autolinee urbane Cialone Tour e da quelle interurbane Cotral.
- Fermata autobus COTRAL e Cialone Tour
- Stazione taxi